# Bob Kahn
Robert Elliot Kahn (* 23. prosince 1938 Brooklyn) je americký elektrotechnik, který spolu s Vintem Cerfem navrhl Transmission Control Protocol (TCP) a internetový protokol (IP), základní komunikační protokoly sítě Internet.
V roce 2004 Kahn získal s Vintem Cerfem Turingovu cenu za svou práci na TCP/IP.

## Život
Kahn se narodil v New Yorku rodičům Beatrice Pauline (rozené Tashkerové) a Lawrenci Kahnovi v židovské rodině neznámého evropského původu. Prostřednictvím svého otce je příbuzný s futurologem Hermanem Kahnem. Po získání titulu B.E.E. v elektrotechnice na City College of New York v roce 1960 odešel na Princetonskou univerzitu, kde v roce 1962 získal M.A. a v roce 1964 Ph.D. v elektrotechnice. Jeho školitelem na Princetonu byl Bede Liu. Po disertaci s názvem „Some problems in the sampling and modulation of signals (Problémy vzorkování a modulace signálů)“ nastoupil do společnosti Bolt Beranek and Newman Inc. a v roce 1972 nastoupil do Úřadu pro techniky zpracování informací (IPTO) v rámci agentury DARPA. Na podzim roku 1972 předvedl na Mezinárodní konferenci o počítačové komunikaci propojení 20 různých počítačů v síti ARPANET, což byla „přelomová událost, díky níž si lidé najednou uvědomili, že přepojování paketů je technologie, která může fungovat.“ Poté se podílel na vývoji protokolů TCP/IP pro propojení různých počítačových sítí. Když se stal ředitelem IPTO, zahájil vládní Strategickou počítačovou iniciativu Spojených států v hodnotě miliardy dolarů, největší program počítačového výzkumu a vývoje, jaký kdy americká federální vláda realizovala.
Po třinácti letech působení v agentuře DARPA odešel a v roce 1986 založil společnost Corporation for National Research Initiatives (CNRI), od roku 2022 zůstává jejím předsedou, generálním ředitelem a prezidentem.

## Internet
Při práci na projektu satelitní paketové sítě SATNET přišel s myšlenkami, na základě kterých později vytvořil Transmission Control Protocol (TCP), který byl určen jako náhrada za dřívější síťový protokol, NCP, používán v ARPANET. TCP hrál hlavní roli při vytváření základu sítě s otevřenou architekturou, která umožňovala vzájemnou komunikaci počítačům nebo sítím kdekoli na světě, bez ohledu na to, jaký hardware nebo software počítače v obou sítích používají. Pro dosažení tohoto cíle byl protokol TCP navržen tak, aby měl následující vlastnosti:
- Jednotlivé části sítě budou schopny navzájem komunikovat prostřednictvím specializovaných počítačů, které pouze předávají přijaté pakety; tyto počítače se zpočátku nazývaly brány (anglicky gateway), nyní routery.
- Žádná část sítě nesmí představovat jediný bod selhání ani nesmí být schopna ovládat celou síť.
- Každé části informace posílané sítí bude přiděleno pořadové číslo, čímž se zajistí, že bude v cílovém počítači zpracována ve správném pořadí, a bude možné detekovat ztrátu kterékoli z nich.
- Počítač, který odeslal data na jiný počítač, bude informován, že data byla úspěšně přijata, tím, že cílový počítač pošle zpět speciální paket, nazývaný potvrzení (ACK), pro tento určitý kus informace.
- Pokud se data poslaná z jednoho počítače na druhý ztratí, odesilatel čekající na potvrzení po uplynutí prodlevy rozpozná, že došle ke ztrátě dat nebo potvrzení a pošle data znovu.
- Původní odesilatel doplní každou část dat posílané sítí kontrolním součtem, který koncový příjemce přepočítá a zkontroluje, zda nedošlo k poškození dat při přenosu.

Na jaře roku 1973 se k práci na projektu připojil Vint Cerf, se kterým vytvořili první verzi protokolu TCP. Později byl protokol rozdělen na dvě samostatné vrstvy: komunikaci mezi koncovými uzly zajišťuje TCP, zatímco internetový protokol (IP) zajišťuje komunikaci mezi propojenými sítěmi. Tyto dva protokoly tvoří základ rodiny protokolů TCP/IP a moderního Internetu.
V roce 1992 založili s Vintem Cerfem Internet Society s cílem zajišťovat vedení v oblasti standardů, vzdělávání, strategie a politiky související s Internetem.

## Články
- Vint Cerf & Bob Kahn, Al Gore a Internet, 2000-09-28[13]